# الفبای اشغال
الفبای اشغال: صداهای اکثریتِ سرکوب‌شده (به انگلیسی: Occupation 101: Voices of the Silenced Majority) یک فیلم مستند محصول سال ۲۰۰۶ است درباره منازعه فلسطین–اسرائیل به کارگردانی صوفیان اُمِیش و عبدالله اُمِیش و روایت آلیسون وییر، بنیانگذار اگر آمریکایی‌ها می‌دانستند. این فیلم به تأثیرات اشغال کرانه باختری و نوار غزه توسط اسرائیل پرداخته و در مورد وقایع از ظهور صهیونیسم تا انتفاضه دوم و برنامه عقب‌نشینی یک‌جانبه اسرائیل بحث می‌کند، چشم‌انداز خود را از طریق ده‌ها مصاحبه ارائه کرده و ماهیت روابط اسرائیل–آمریکا را زیر سؤال می‌برد—به ویژه، اشغال نظامی کرانه باختری و غزه توسط اسرائیل و اخلاقیات درگیری پولی آمریکا. الفبای اشغال شامل مصاحبه‌هایی عمدتا با دانشمندان آمریکایی و اسرائیلی، رهبران مذهبی، فعالان بشردوستانه و نمایندگان سازمان‌های مردم‌نهاد—که بیش از نیمی از آنها یهودی هستند—می‌شود که از بی‌عدالتی‌ها و نقض حقوق بشر ناشی از سیاست اسرائیل در کرانه باختری، اورشلیم شرقی و غزه انتقاد می‌کنند.
در این فیلم با افراد صاحب‌نامی چون نوآم چامسکی، ریچارد فالک، اَمیره هس و ... مصاحبه شده است. فیلم جوایز متعددی از جشنواره‌های گوناگون دریافت کرده است.